# Ranx
Ranx (tytuł oryginału: RanXerox) – włoska seria komiksowa autorstwa rysownika Tanina Liberatore i scenarzystów: Stefana Tamburiniego (tomy 1. i 2.) oraz Alaina Chabata (tom 3.). Przetłumaczona na wiele języków, seria zyskała wierne grono czytelników i status klasycznego przykładu literatury cyberpunkowej.

## Wydania
Pierwotnie seria zatytułowana była Rank Xerox, później z powodu naruszenia praw autorskich przemianowana została na RanXerox, a w niektórych zagranicznych tłumaczeniach na Ranx. Pierwszy odcinek ukazał się w 1978 roku we włoskim czasopiśmie "Cannibale". Kolejne epizody pojawiały się we włoskich magazynach "Il Male" i "Frigidaire" oraz amerykańskim "Heavy Metal". Cykl został też zebrany w trzech tomach i opublikowany przez francuskie wydawnictwo Glénat. Po polsku w 2016 roku wszystkie trzy tomy opublikowała oficyna Kultura Gniewu w jednym albumie zbiorczym pt. Ranx.

## Fabuła
Utrzymana w konwencji cyberpunk, seria opowiada o androidzie imieniem Ranx, skonstruowanym z elementów zepsutych kserokopiarek (imię bohatera zaczerpnięto od nazwy amerykańskiego producenta kserokopiarek Xerox i jej europejskiego partnera – firmy Rank). W futurystycznym świecie wypełnionym przemocą codzienność Ranxa wypełniona jest bójkami, morderstwami, narkotykami i seksem. Gdy poznaje nastolatkę Lubnę, zakochuje się w niej i gotów jest na wszelkie poświęcenia dla dziewczyny.

## Tomy
| Tom | Tytuł i rok wydania polskiego         | Tytuł i rok wydania francuskiego | Uwagi |
| --- | ------------------------------------- | -------------------------------- | --- |
| 1   | Ranx w Nowym Jorku (2016)             | RanXerox à New York (1981)       | Tomy te ukazały się po polsku w wydaniu zbiorczym, które zawiera też krótsze epizody: Be-bop Lubny; I, Me, Mine Incorporated; Ach, Robocie. |
| 2   | Wszystkiego najlepszego, Lubna (2016) | Bonne Anniversaire Lubna (1983)  | Tomy te ukazały się po polsku w wydaniu zbiorczym, które zawiera też krótsze epizody: Be-bop Lubny; I, Me, Mine Incorporated; Ach, Robocie. |
| 3   | Amen! (2016)                          | Amen! (1996)                     | Tomy te ukazały się po polsku w wydaniu zbiorczym, które zawiera też krótsze epizody: Be-bop Lubny; I, Me, Mine Incorporated; Ach, Robocie. |